# Buffalo Death Mask
Buffalo Death Mask ist ein kanadischer Kurzfilm von Mike Hoolboom aus dem Jahr 2013. In Deutschland feierte der Film am 7. Mai 2013 bei den Internationalen Kurzfilmtagen in Oberhausen internationale Premiere.

## Handlung
Ein Cocktail – davor: das Leben und der Tod.

## Kritiken
„In einem sehr starken Programm haben wir mehrere beeindruckende Arbeiten gesehen, aber es kann nur einen Gewinner geben. Unser Preisträger wirft ein anrührendes und persönliches Licht auf universelle Themen. Mit ernsten Dialogen und traumartigen Bildern beklagt er Krankheit und Tod und wie der Verlust geliebter Menschen auch der Verlust eines Teils des eigenen Selbst ist. Ein beeindruckender und warmherziger Film.“

## Auszeichnungen
Ann Arbor Film Festival 2013
- Audience Award

Internationale Kurzfilmtage Oberhausen 2013
- FIPRESCI-Preis